# Фульда
Фульда (нем. Fulda) — девятый по размеру город федеральной земли Гессен, центр региона Восточный Гессен. Город, обязанный своим именем протекающей по нему реке Фульде, возник около Фульдского аббатства и получил городские права в 1114 году.

## География

### Климат
| Показатель                       | Янв.  | Фев.  | Март  | Апр. | Май  | Июнь | Июль | Авг. | Сен. | Окт. | Нояб. | Дек.  |
| -------------------------------- | ----- | ----- | ----- | ---- | ---- | ---- | ---- | ---- | ---- | ---- | ----- | ----- |
| Абсолютный максимум, °C          | 14,5  | 18,1  | 23,2  | 28,0 | 32,9 | 34,3 | 36,4 | 38,7 | 30,6 | 25,4 | 19,1  | 14,5  |
| Средний суточный максимум, °C    | 2,9   | 4,8   | 9,4   | 14,2 | 18,9 | 21,6 | 23,7 | 23,5 | 19,1 | 13,8 | 7,4   | 3,7   |
| Средняя температура, °C          | −0,1  | 0,9   | 4,8   | 8,3  | 12,6 | 15,6 | 17,6 | 17,3 | 13,5 | 9,3  | 4,3   | 1,1   |
| Средний суточный минимум, °C     | −3,1  | −3    | 0,2   | 2,3  | 6,3  | 9,6  | 11,5 | 11,1 | 7,9  | 4,7  | 1,3   | −1,5  |
| Абсолютный минимум, °C           | −26,8 | −25,1 | −17,9 | −7,5 | −2,1 | 0,6  | 3,7  | 2,0  | −2,2 | −8,8 | −15,1 | −20,9 |
| Норма осадков, мм                | 52,8  | 42,9  | 50,8  | 42,5 | 63,1 | 57,6 | 74,1 | 61,0 | 54,2 | 55,5 | 54,1  | 60,1  |
| Источник: Погода и климат Фульда |       |       |       |      |      |      |      |      |      |      |       |       |

## Религия
В Германии Фульду называют «колыбелью католичества», так как здесь расположен один из важнейших для немецкой истории монастырей — Фульдское аббатство, где в т. н. «высоком соборе» почивают мощи «апостола немцев» — святого Бонифация. Фульда во главе с князьями-аббатами (они же епископы) сохраняла политическую самостоятельность до начала XIX века.
С февраля 2006 года в Фульде существует приход Берлинской Епархии Русской православной церкви Московского патриархата, названный в честь праздника Сретения Господня. Богослужения носят регулярный характер.

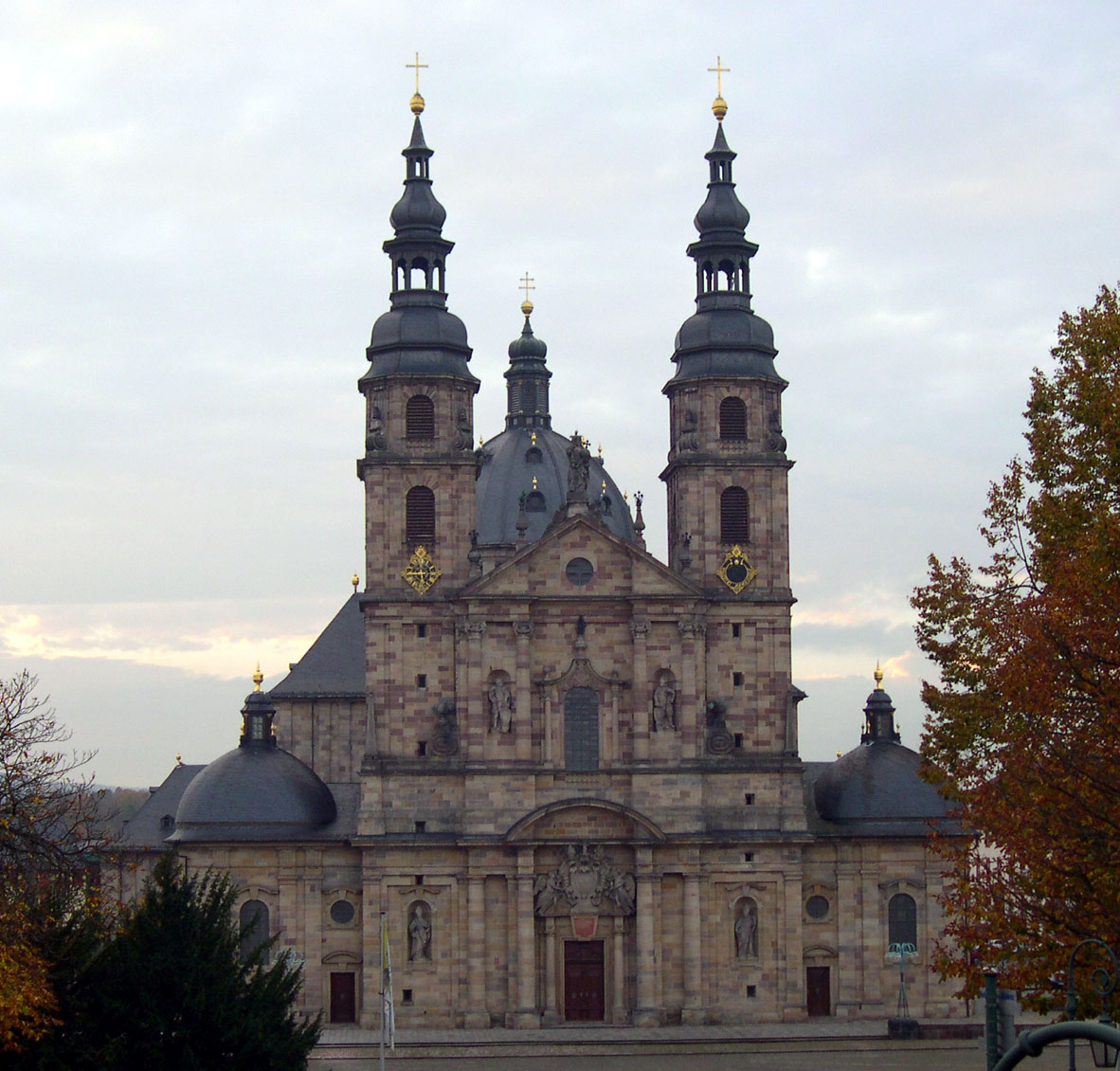
Собор Спасителя в Фульдском аббатстве
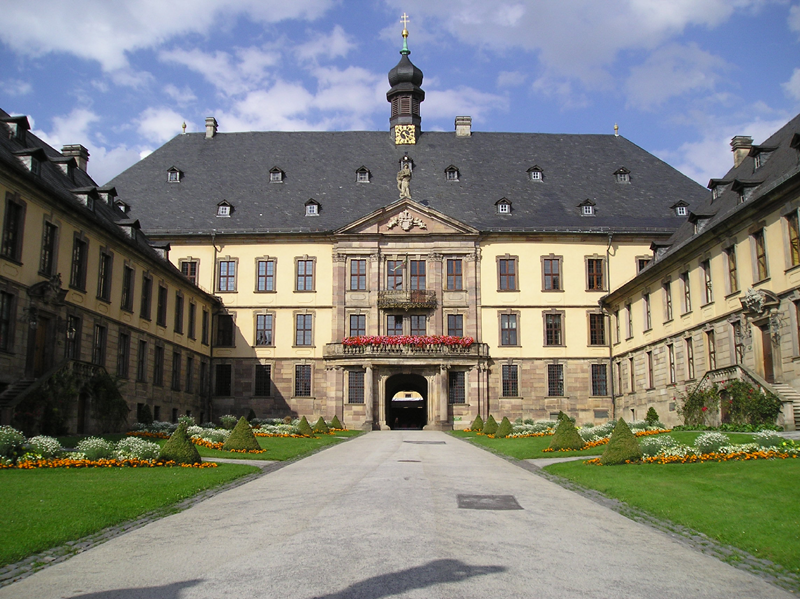
Дворец князей-аббатов Фульды

## Экономика, промышленность, искусство
- Город знаменит в истории искусства своей фарфоровой мануфактурой.
- Jumo — производство датчиков и систем промышленной автоматизации.
- Расположено крупное производство автомобильных шин для грузовых автомобилей (торговая марка FULDA).
- Крупное высшее учебное заведение Университет прикладных наук Фульды

## Города-побратимы
- Сергиев Посад (Россия), 1991 — приостановлено из-за вторжения России на Украину[2]
- Комо (Италия), 1960
- Арль (Франция), 1964
- Уилмингтон (Делавэр) (США), 1997
- Литомержице (Чехия), 2001